# Giacomo Raspadori
Giacomo Raspadori (Bentivoglio, 18 februari 2000) is een Italiaans voetballer die doorgaans speelt als spits. In juli 2023 verruilde hij Sassuolo voor Napoli. Raspadori maakte in 2021 zijn debuut in het Italiaans voetbalelftal.

## Clubcarrière
Raspadori speelde in de jeugd van Progresso en werd in 2009 opgenomen in de jeugdopleiding van Sassuolo. Bij deze club maakte hij in het seizoen 2018/19 zijn professionele debuut. In de laatste speelronde van de Serie A speelde Sassuolo op bezoek bij Atalanta Bergamo. De bezoekers kwamen op voorsprong door een treffer van Domenico Berardi, maar door doelpunten van Duván Zapata, Alejandro Gómez en Mario Pašalić won Atalanta met 3–1. Raspadori moest van coach Roberto De Zerbi als reservespeler aan het duel beginnen en hij mocht in de blessuretijd van de tweede helft invallen voor Pol Lirola. Zijn eerste doelpunt volgde op 11 juli 2020, op bezoek bij Lazio. Die club was door een goal van Luis Alberto op voorsprong gekomen. Zeven minuten na rust zorgde Raspadori voor de gelijkmaker en uiteindelijk won Sassuolo door een doelpunt van Francesco Caputo. In november 2020 zette de aanvaller zijn handtekening onder een nieuw contract, welke liep tot aan de zomer van 2024.
Medio 2022 nam Napoli de aanvaller op huurbasis over. Bij de overgang kwamen de clubs ook een verplichte optie tot koop overeen. In mei 2023 kroonde Raspadori zich met Napoli tot Italiaans landskampioen, waarop zijn overgang definitief werd. Hij tekende een contract voor vier jaar, welke per 1 juli 2023 zou ingaan. Napoli maakte zo'n zesentwintig miljoen euro over voor de definitieve overgang van Raspadori. Een maand na zijn komst werd de verbintenis van de aanvaller opengebroken en met een jaar verlengd.

## Clubstatistieken
| Seizoen | Club     | Competitie | Competitie | Competitie | Beker | Beker | Internationaal | Internationaal | Totaal | Totaal |
| Seizoen | Club     | Competitie | Wed.       | Dlp.       | Wed.  | Dlp.  | Wed.           | Dlp.           | Wed.   | Dlp.   |
| ------- | -------- | ---------- | ---------- | ---------- | ----- | ----- | -------------- | -------------- | ------ | ------ |
| 2018/19 | Sassuolo | Serie A    | 1          | 0          | 0     | 0     | —              | —              | 1      | 0      |
| 2019/20 | Sassuolo | Serie A    | 11         | 2          | 2     | 0     | —              | —              | 13     | 2      |
| 2020/21 | Sassuolo | Serie A    | 27         | 6          | 1     | 0     | —              | —              | 28     | 6      |
| 2021/22 | Sassuolo | Serie A    | 36         | 10         | 2     | 0     | —              | —              | 38     | 10     |
| 2022/23 | Sassuolo | Serie A    | 1          | 0          | 0     | 0     | —              | —              | 1      | 0      |
| 2022/23 | → Napoli | Serie A    | 25         | 2          | 1     | 0     | 7              | 4              | 33     | 6      |
| 2023/24 | Napoli   | Serie A    | 36         | 5          | 2     | 0     | 8              | 1              | 46     | 6      |
| Totaal  | Totaal   | Totaal     | 137        | 25         | 8     | 0     | 15             | 5              | 160    | 30     |

Bijgewerkt op 29 juli 2024.

## Interlandcarrière
Raspadori werd in mei 2021 door bondscoach Roberto Mancini opgenomen in de voorselectie van het Italiaans voetbalelftal voor het uitgestelde EK 2020. Mancini besloot dertien dagen na het bekendmaken van de voorselectie deze in te krimpen. Raspadori was een van de afvallers. Een dag later werd de definitieve selectie bekendgemaakt. Daarin werd toch een plekje ingeruimd voor Raspadori. Tijdens de voorbereiding op het toernooi debuteerde hij als A-international, in een vriendschappelijke wedstrijd tegen Tsjechië. Door doelpunten van Ciro Immobile, Nicolò Barella, Lorenzo Insigne en Domenico Berardi werd met 4–0 gewonnen. Raspadori mocht van Mancini twaalf minuten voor tijd invallen voor Immobile.
Op het toernooi werd Italië uiteindelijk Europees kampioen, door in de finale na strafschoppen te winnen van Engeland na 1–1 gelijkgespeeld te hebben. Daarvoor werd in de groepsfase gewonnen van Turkije (0–3), Zwitserland (3–0) en Wales (1–0). Ook Oostenrijk (2–1 na verlenging), België (1–2) en Spanje (1–1 en winst na strafschoppen) delfden het onderspit tegen Italië. Raspadori speelde alleen tegen Wales mee. Zijn toenmalige teamgenoten Manuel Locatelli, Domenico Berardi (beiden eveneens Italië), Kaan Ayhan, Mert Müldür (beiden Turkije) en Lukáš Haraslín (Slowakije) waren ook actief op het EK.
Op 8 september 2021 kwam Raspadori voor het eerst tot scoren in de nationale ploeg, tijdens zijn vijfde interlandoptreden. Tijdens een kwalificatiewedstrijd voor het WK 2022 tegen Litouwen. Na een treffer van Moise Kean en een eigen doelpunt van Edgaras Utkus tekende de aanvaller voor de derde Italiaanse treffer. Kean en Giovanni Di Lorenzo bepaalden de uitslag op 5–0.
In mei 2024 werd Raspadori door bondscoach Luciano Spalletti opgenomen in de voorselectie voor het EK 2024 in Duitsland. Hij werd vervolgens op 6 juni 2024 opgenomen in de definitieve selectie. Italië eindigde als tweede in de groepsfase na een overwinning op Albanië (2–1), een nederlaag tegen Spanje (1–0) en een gelijkspel tegen Kroatië (1–1), waarna het in de achtste finales werd uitgeschakeld met een 2–0 nederlaag tegen Zwitserland. Raspadori kwam in actie tegen Spanje en Kroatië. Zijn toenmalige clubgenoten Giovanni Di Lorenzo, Alex Meret (beiden eveneens Italië), Piotr Zieliński (Polen), Stanislav Lobotka (Slowakije) en Chvitsja Kvaratschelia (Georgië) waren eveneens actief op het EK.
| Interlands van Giacomo Raspadori voor Italië | Interlands van Giacomo Raspadori voor Italië | Interlands van Giacomo Raspadori voor Italië | Interlands van Giacomo Raspadori voor Italië | Interlands van Giacomo Raspadori voor Italië | Interlands van Giacomo Raspadori voor Italië |
| №                                            | Datum                                        | Wedstrijd                                    | Uitslag                                      | Competitie                                   | Goals                                        |
| Als speler bij Sassuolo                      | Als speler bij Sassuolo                      | Als speler bij Sassuolo                      | Als speler bij Sassuolo                      | Als speler bij Sassuolo                      | Als speler bij Sassuolo                      |
| -------------------------------------------- | -------------------------------------------- | -------------------------------------------- | -------------------------------------------- | -------------------------------------------- | -------------------------------------------- |
| 1                                            | 4 juni 2021                                  | Italië – Tsjechië                            | 4 – 0                                        | Vriendschappelijk                            |                                              |
| 2                                            | 20 juni 2021                                 | Italië – Wales                               | 1 – 0                                        | EK 2020                                      |                                              |
| 3                                            | 2 september 2021                             | Italië – Bulgarije                           | 1 – 1                                        | WK 2022 kwalificatie                         |                                              |
| 4                                            | 5 september 2021                             | Zwitserland – Italië                         | 0 – 0                                        | WK 2022 kwalificatie                         |                                              |
| 5                                            | 8 september 2021                             | Italië – Litouwen                            | 5 – 0                                        | WK 2022 kwalificatie                         | 24'                                          |
| 6                                            | 10 oktober 2021                              | Italië – België                              | 2 – 1                                        | Nations League 2020/21                       |                                              |
| 7                                            | 12 november 2021                             | Italië – Zwitserland                         | 1 – 1                                        | WK 2022 kwalificatie                         |                                              |
| 8                                            | 24 maart 2022                                | Italië – Noord-Macedonië                     | 0 – 1                                        | WK 2022 kwalificatie                         |                                              |
| 9                                            | 29 maart 2022                                | Turkije – Italië                             | 2 – 3                                        | Vriendschappelijk                            | 39', 70'                                     |
| 10                                           | 1 juni 2022                                  | Italië – Argentinië                          | 0 – 3                                        | Vriendschappelijk                            |                                              |
| 11                                           | 7 juni 2022                                  | Italië – Hongarije                           | 2 – 1                                        | Nations League 2022/23                       |                                              |
| 12                                           | 11 juni 2022                                 | Engeland – Italië                            | 0 – 0                                        | Nations League 2022/23                       |                                              |
| 13                                           | 14 juni 2022                                 | Duitsland – Italië                           | 5 – 2                                        | Nations League 2022/23                       |                                              |
| Als speler bij Napoli                        |                                              |                                              |                                              |                                              |                                              |
| 14                                           | 23 september 2022                            | Italië – Engeland                            | 1 – 0                                        | Nations League 2022/23                       | 68'                                          |
| 15                                           | 26 september 2022                            | Hongarije – Italië                           | 0 – 2                                        | Nations League 2022/23                       | 27'                                          |
| 16                                           | 16 november 2022                             | Albanië – Italië                             | 1 – 3                                        | Vriendschappelijk                            |                                              |
| 17                                           | 20 november 2022                             | Oostenrijk – Italië                          | 2 – 0                                        | Vriendschappelijk                            |                                              |
| 18                                           | 18 juni 2023                                 | Nederland – Italië                           | 2 – 3                                        | Nations League 2022/23                       |                                              |
| 19                                           | 9 september 2023                             | Noord-Macedonië – Italië                     | 1 – 1                                        | EK 2024 kwalificatie                         |                                              |
| 20                                           | 12 september 2023                            | Italië – Oekraïne                            | 2 – 1                                        | EK 2024 kwalificatie                         |                                              |
| 21                                           | 14 oktober 2023                              | Italië – Malta                               | 4 – 0                                        | EK 2024 kwalificatie                         |                                              |
| 22                                           | 17 oktober 2023                              | Engeland – Italië                            | 3 – 1                                        | EK 2024 kwalificatie                         |                                              |
| 23                                           | 17 november 2023                             | Italië – Noord-Macedonië                     | 5 – 2                                        | EK 2024 kwalificatie                         | 81'                                          |
| 24                                           | 20 november 2023                             | Oekraïne – Italië                            | 0 – 0                                        | EK 2024 kwalificatie                         |                                              |
| 25                                           | 21 maart 2024                                | Venezuela – Italië                           | 1 – 2                                        | Vriendschappelijk                            |                                              |
| 26                                           | 24 maart 2024                                | Ecuador – Italië                             | 0 – 2                                        | Vriendschappelijk                            |                                              |
| 27                                           | 4 juni 2024                                  | Italië – Turkije                             | 0 – 0                                        | Vriendschappelijk                            |                                              |
| 28                                           | 9 juni 2024                                  | Italië – Bosnië en Herzegovina               | 1 – 0                                        | Vriendschappelijk                            |                                              |
| 29                                           | 20 juni 2024                                 | Spanje – Italië                              | 1 – 0                                        | EK 2024                                      |                                              |
| 30                                           | 24 juni 2024                                 | Kroatië – Italië                             | 1 – 1                                        | EK 2024                                      |                                              |

Bijgewerkt op 29 juli 2024.

## Erelijst
| Competitie                     |        |         |        |        |
| Competitie                     | Aantal | Jaren   |        |        |
| Napoli                         | Napoli | Napoli  | Napoli | Napoli |
| ------------------------------ | ------ | ------- | ------ | ------ |
| Serie A                        | 1      | 2022/23 |        |        |
| Italië                         |        |         |        |        |
| Europees kampioenschap voetbal | 1      | 2020    |        |        |